# Антипина (Красновишерский район)
Антипина — деревня в Красновишерском районе Пермского края. Входит в состав Верх-Язьвинского сельского поселения.

## Географическое положение
Расположена на правом берегу реки Язьва, примерно в 10 км к юго-востоку от центра поселения, села Верх-Язьва, и в 55 км к юго-востоку от районного центра, города Красновишерск.

## Население
| 2010 |
| ---- |
| 192  |

Коренное население деревни — коми-язьвинцы.

## Улицы[2]
- Береговая ул.
- Ветлянская ул.
- Полевая ул.
- Северная ул.
- Центральная ул.

## Праздники
Ежегодно 22 мая в деревне Антипина проводится традиционный национальный праздник коми-язьвинского народа «Сарчик приносит весну». Сарчик — коми-язьвинское название трясогузки. С прилётом этой птицы в народном календаре коми-язьвинцев связывается наступление весны.

## Топографические карты
- Лист карты P-40-139,140 Северный  Колчим. Масштаб: 1 : 100 000. Состояние местности на 1982 год. Издание 1987 г.